# Circondario di Smalcalda-Meiningen
Il circondario di Smalcalda-Meiningen (in tedesco Landkreis Schmalkalden-Meiningen) è un circondario della Turingia, in Germania.
Capoluogo e centro maggiore è Meiningen.

## Suddivisione amministrativa

### Città e comuni
Tra parentesi gli abitanti al 31 dicembre 2021, il capoluogo della comunità amministrativa è contrassegnato da un asterisco.
Città e comuni indipendenti
1. Brotterode-Trusetal, città (5 864)
2. Floh-Seligenthal (5 866)
3. Grabfeld (5 610)
4. Oberhof, città (1 570)
5. Rhönblick (2 643)
6. Smalcalda, città (19 555)
7. Steinbach-Hallenberg, città (9 435)
8. Zella-Mehlis, città (12 532)

Comuni con funzione di comunità amministrativa (Erfüllende Gemeinde)

1. Breitungen/Werra (4 636), amministra i comuni di
  1. Fambach (2 023)
  2. Rosa (665)
  3. Roßdorf (586)
2. Meiningen, città (24 538), amministra i comuni di
  1. Rippershausen (796)
  2. Sülzfeld (828)
  3. Untermaßfeld (1 302)

### Comunità amministrative (Verwaltungsgemeinschaft)
- Verwaltungsgemeinschaft Dolmar-Salzbrücke (8 659)

1. Belrieth (329)
2. Christes (545)
3. Dillstädt (755)
4. Einhausen (409)
5. Ellingshausen (210)
6. Kühndorf (900)
7. Leutersdorf (214)
8. Neubrunn (485)
9. Obermaßfeld-Grimmenthal (1 252)
10. Ritschenhausen (325)
11. Rohr (911)
12. Schwarza * (1 154)
13. Utendorf (429)
14. Vachdorf (741)

- Verwaltungsgemeinschaft Hohe Rhön (7 989)

1. Birx (166)
2. Erbenhausen (580)
3. Frankenheim/Rhön (1 049)
4. Kaltennordheim, città * (5 706)
5. Oberweid (488)

- Verwaltungsgemeinschaft Wasungen-Amt Sand (8 307)

1. Friedelshausen (305)
2. Mehmels (342)
3. Schwallungen (2 223)
4. Wasungen, città * (5 437)